# V Vulpeculae
V Vulpeculae är en pulserande variabel av RV Tauri-typ (RVA) i stjärnbilden Räven. 
Stjärnan varierar mellan visuell magnitud +8,05 och 9,75 med en period av 76,07 dygn.